# Clepsis misgurna
Clepsis misgurna es una especie de polilla del género Clepsis, categorizada en la tribu Archipini, de la subfamilia Tortricinae.

## Distribución
Se distribuye por Costa Rica.

## Taxonomía
Fue descrita por Razowski en 1992 y publicada en (Clepsis), Misc. Zool. 14(1990): 112.